# Гремячий (Калачёвский район)
Гремячий — хутор в Калачёвском районе Волгоградской области России. Входит в состав Пятиизбянского сельского поселения. Население 5 чел. (2010) .

## История
В соответствии с Законом Волгоградской области от 20 января 2005 года № 994-ОД «Об установлении границ и наделении статусом Калачёвского района и муниципальных образований в его составе», хутор вошёл в состав образованного Пятиизбянского сельского поселения.

## География
Расположен в юго-западной части региона, в степной зоне, в пределах Ергенинской возвышенности, относящейся к Восточно-Европейской равнине.
Уличная сеть состоит из одного географического объекта: ул. Родниковая
Абсолютная высота 80 метров над уровнем моря.

## Население
| 2010 |
| ---- |
| 5    |

Гендерный состав
По данным Всероссийской переписи населения 2010 года в гендерной структуре населения мужчин — 100 %, из 5 жителей.
Национальный состав
Согласно результатам переписи 2002 года, в национальной структуре населения
чеченцы составляли 95 % из общей численности населения в 38 чел..

## Инфраструктура
Личное подсобное хозяйство.

## Транспорт
Просёлочные дороги.